# East Stroudsburg
East Stroudsburg est un borough situé au sud-est de la partie centrale du comté de Monroe, en Pennsylvanie, aux États-Unis,. En 2010, il comptait une population de 11 922 habitants, estimée au 1er juillet 2020 à 10 596 habitants. Le borough est incorporé le 23 mai 1870.

## Démographie
Lors du recensement de 2010, le borough comptait une population de 11 922 habitants. Elle est estimée, en 2020, à 10 596 habitants.

### Source de la traduction
- (en) Cet article est partiellement ou en totalité issu de l’article de Wikipédia en anglais intitulé « East Stroudsburg, Pennsylvania » (voir la liste des auteurs).